# Konoe Motomichi
Konoe Motomichi (近衛 基通, também conhecido como Fujiwara no Motomichi, 1160 - 1233), foi um nobre e poeta do final do período Heian da História do Japão.

## Vida e carreira
Filho de Konoe Motozane, quando seu pai faleceu aos seis anos de idade, foi adotado pela segunda mulher dele Taira no Moriko, filha de Taira no Kiyomori, líder do poderoso clã Taira.
Ingressou na corte imperial em 1170  como camareiro-mor. Em 1175 foi nomeado vice-governador da província de Mimasaka.
Em 1179, com a morte da filha de  Kiyomori, Moriko, a cujos cuidados Motomichi fora confiado em sua infância, Motofusa, pediu a Go-Shirakawa para expropriar todas as terras que pertenciam a Motomichi que lhes foram dadas. Além disso, após a morte de Shigemori pouco tempo depois, o mesmo procedimento foi feito. Cabe salientar que todas essas terras eram Fujiwara e foram entregue aos Taira com a morte de Konoe Motozane. Motomichi também sai prejudicado, embora líder legal dos Fujiwara e com idade legal, lhe fora negado o cargo de Chūnagon, que foi dado ao filho de Motofusa, Moroie.
Kiyomori se sentiu desafiado. Partindo de sua casa de campo em Fukuhara, na província de Settsu, à frente de uma grande tropa, colocou o ex-imperador em confinamento rigoroso no palácio Toba, segregando-o completamente do mundo oficial e privando-o de todas as funções administrativas, baniu Motofusa e o Daijō Daijin Fujiwara no Moronaga, ele demitiu os trinta e nove altos funcionários que serviam Go-Shirakawa, nomeou Motomichi para o cargo de Kampaku (regente) do Imperador Takakura. Em 1180 com a abdicação de Takakura, se tornou Sesshō (regente) do pequeno Imperador Antoku, neto de Kiyomori de apenas 2 anos de idade.
Quando Kiyomori morreu em 1181, no meio das Guerras Genpei, o poder dos Taira desmoronou e a facção rival liderada por Minamoto no Yoshinaka chegou em Quioto em 1183, tomando a capital, Motomichi se manteve em Quioto e não fugiu com o restante dos Taira, foi destituído como regente. Após o final da guerra civil Motomichi passou para o lado de Go-Shirakawa, o que levou a se converter em líder do Clã Fujiwara logo após a derrota dos Taira e a morte do Imperador Antoku em 1184, voltando a ser Sesshō do jovem Imperador Go-Toba até 1186, quando foi substituído por Kujo Kanezane, mas ainda assim Motomichi manteve o patronato de Go-Shirakawa até a morte deste em 1191.